# Pfarrkirche Rainbach im Innkreis

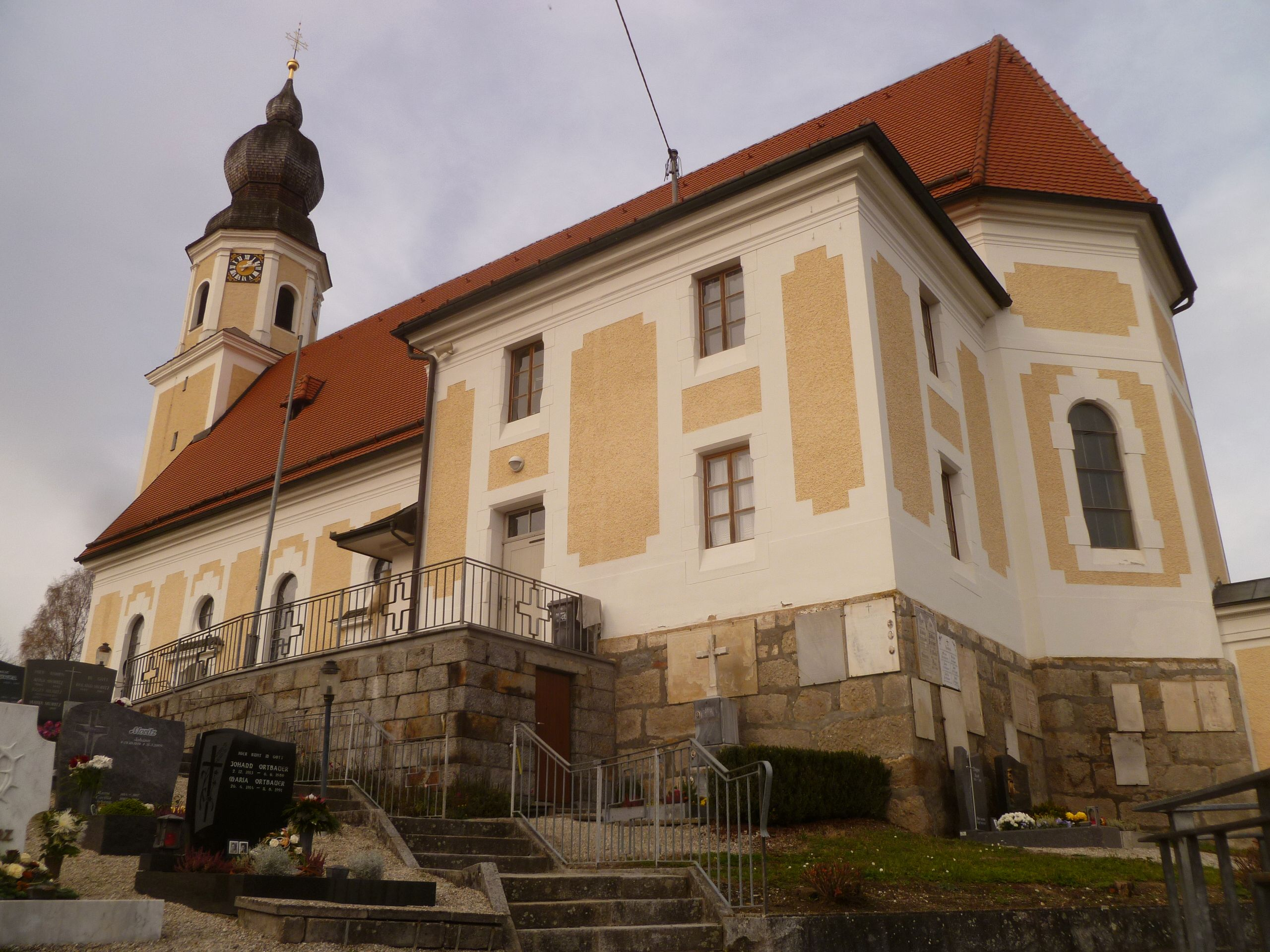
Kath. Pfarrkirche hl. Petrus in Rainbach im Innkreis

Die römisch-katholische Pfarrkirche Rainbach im Innkreis steht im Ort Rainbach im Innkreis in der Gemeinde Rainbach im Innkreis im Bezirk Schärding in Oberösterreich. Die auf den Heiligen Petrus geweihte Kirche gehört zum Dekanat Andorf in der Diözese Linz. Die Kirche steht unter Denkmalschutz.

## Geschichte
Eine Kirche wurde um 1130 urkundlich genannt. Zur Zeit der frühen Kirchenorganisation im Mittelalter gehörten Teile des Gebietes um Rainbach zur Urpfarre St. Weihflorian. Als eigenständige Pfarre wurde St. Weihflorian erstmals 1182 bezeichnet, als sie zusammen mit der Pfarre Tettenweis dem Passauer „Innbruckamt“ inkorporiert wurde, welches dem St. Ägidien-Spital in der Innstadt unterstand. Der Sprengel der Pfarre St. Weihflorian war sehr ausgedehnt: Er lag zwischen dem Wirkungsbereich der Urpfarre St. Severin sowie dem der Urpfarre Münsteuer und umfasste das Gebiet der heutigen Pfarren Brunnenthal, Schärding, St. Florian am Inn, Suben, St. Marienkirchen und Eggerding, dazu außerdem Anteile der heutigen Pfarren Taufkirchen, Lambrechten und Rainbach. Als es im Jahr 1380 zur Verlegung des Sitzes der Pfarre nach Schärding kam, wurde das zu St. Weihflorian gehörende Gebiet um Rainbach zur Filiale von Schärding.
Die Kirche in Rainbach wurde 1896 in barocken Formen erweitert.

## Architektur
Die gotische Kirche in barocken Formen wurde zum fünfjochigen Langhaus erweitert, zwei gotische niedrigere Langhausjoche sind erhalten. Der eingezogene einjochige kreuzgewölbte Chor hat einen Dreiachtelschluss. Der gotische Turm wurde oben in ein Achteck übergeführt und trägt einen Zwiebelhelm.

## Ausstattung
Die Einrichtung zeigt sich im Stil der Neorenaissance. Der Hochaltar trägt zwei gute Statuen hl. Johannes der Täufer und hl. Paulus aus der zweiten Hälfte des 17. Jahrhunderts.